# Desierto – Tödliche Hetzjagd
Desierto – Tödliche Hetzjagd (Originaltitel Desierto, span. für Wüste oder auch Wildnis) ist ein Thriller von Jonás Cuarón, der im September 2015 im Rahmen des Toronto International Film Festivals seine Premiere feierte.

## Handlung
In der Sonora-Wüste überqueren mehrere Migranten aus Mexiko zu Fuß die Grenze in die Vereinigten Staaten.
Sie hatten einen Führer und seinen Partner Mechas bezahlt, die sie illegal in das Land bringen sollten. Als ihr Lastwagen mitten in der Wüste streikt, müssen sie den Rest des Weges zu Fuß bewältigen. Kaum haben sie die Grenze überschritten, werden sie dort bereits von Sam, einem selbst ernannten Grenzwächter und Scharfschützen, erwartet, der die Grenzpatrouille in die eigene Hand genommen hat und acht von ihnen erschießt, als sie durch eine Salzpfanne laufen. Für die, die er nicht erwischt hat, beginnt ein erbarmungsloser Überlebenskampf in der brennend heißen Wüste im mexikanisch-amerikanischen Grenzgebiet, als sie von dem Ausländer hassenden Redneck und seinem Hund Tracker gejagt werden. Unter ihnen befindet sich Moises, der in die Vereinigten Staaten gelangen wollte, um endlich seinen Sohn wiederzusehen und zum Anführer der restlichen Truppe wird. Der Redneck, ein ehemaliger Soldat, scheint das Duell zu gewinnen, denn mit Hilfe von Tracker und seinem M1-Garand-Gewehr tötet Sam den Großteil der Gruppe, einschließlich Mechas, und lässt Moises und Adela nach einer langen Verfolgungsjagd als einzige Überlebende zurück. Da es ihm nicht gelingt, die beiden zu verfolgen, beschließt Sam, seine Jagd am nächsten Tag fortzusetzen und bricht mit Tracker auf.

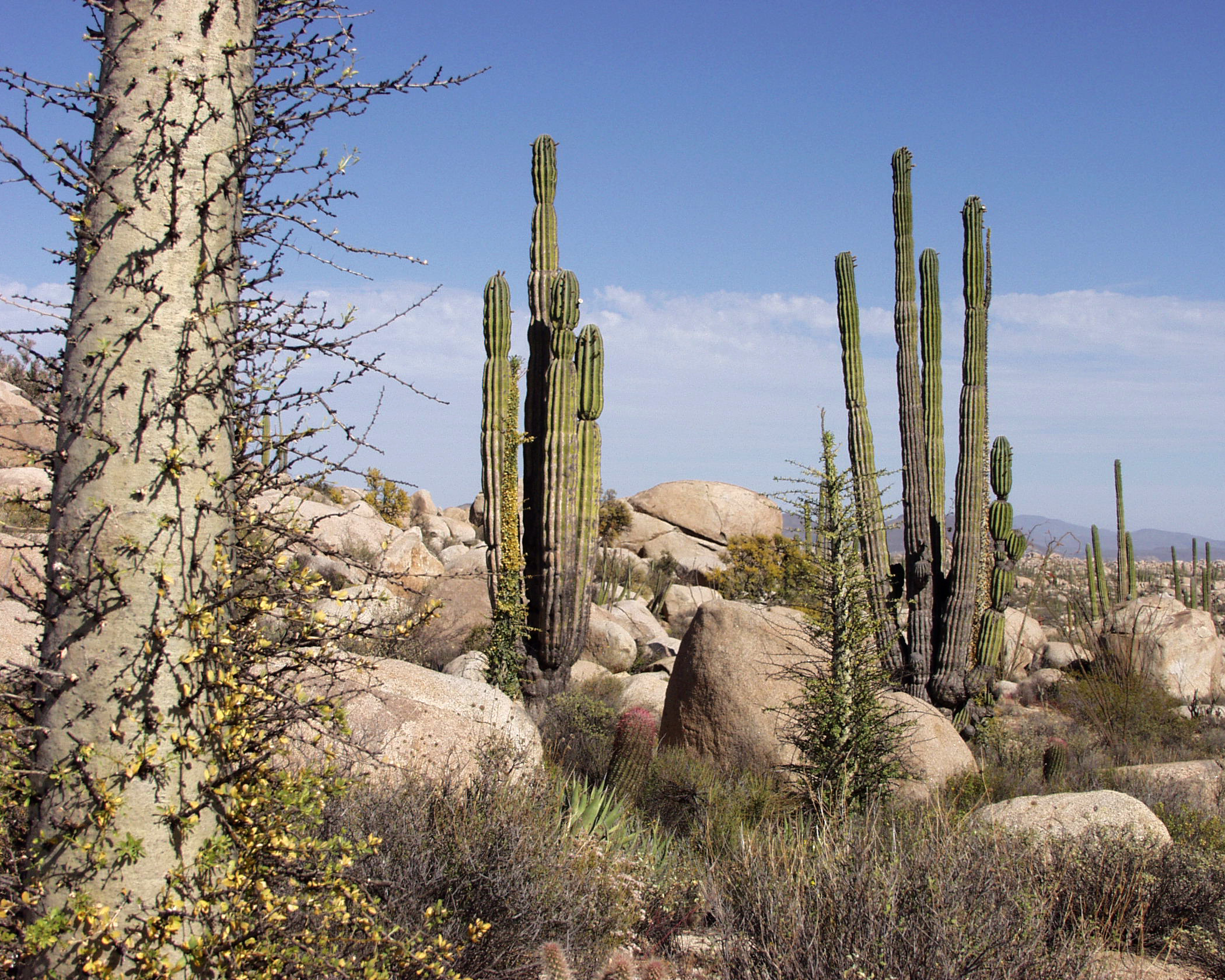
Der Film wurde in der Baja-California-Wüste gedreht

Adela und Moises finden einen Ort, an dem sie sich ausruhen können. Adela gesteht Moises, dass ihr Begleiter, der eines von Sams Opfern war, von ihren Eltern geschickt wurde, um sie zu beschützen, und dass er, obwohl er sie während ihrer Reise belästigt hat, es nicht verdient hat, auf diese Weise zu sterben. Moises gesteht Adela, dass er bereits in den USA war und dass in Oakland eine Familie auf ihn wartet. Er zeigt ihr einen sprechenden Teddybären, den ihm sein Sohn vor seiner Abschiebung geschenkt hat, und dass Moises ihm versprochen hat, ihn zurückzubringen. In der Zwischenzeit ruht sich Sam mit Tracker am Lagerfeuer aus und erzählt seinem treuen Hund, wie sehr er die Wüste geliebt hat, aber jetzt spielt die Hitze mit seinem Verstand und er möchte ihr entkommen.
Am nächsten Morgen stehlen Adela und Moises Sams Truck. Dabei nutzen sie den Teddybär, um Sam und Tracker abzulenken. Das Duo schafft es, den Truck zu starten und es scheint endlich entkommen zu sein, als Sam Adela in die Schulter schießt und Moises den Truck zum Kippen bringt. Sie gehen zu Fuß weiter, gefolgt von Sam und Tracker. Moises hält an, um Adelas Wunde zu versorgen, sagt ihr dann, dass er sie verlassen muss und nimmt Sams Jacke und Leuchtpistole mit. Moises hat einen Sinneswandel und benutzt einen Schuss aus der Leuchtpistole, um Sam von Adela abzulenken. Tracker verfolgt Moises bis in ein Kaktusfeld, wo Moises gezwungen ist, die Leuchtpistole auf Tracker zu richten und ihm in den Mund zu schießen, bevor er fliehen kann. Sam findet den tödlich verwundeten Tracker und erschießt ihn widerwillig, um sein Leiden zu beenden, bevor er Moises Rache schwört.
Nach einer langen Verfolgungsjagd mit Moises auf einem Felsen ist Sam dehydriert und müde. Moises versteckt sich zwischen den Felsen und stößt Sam, als er am Rand steht, so dass beide stürzen und Sam sich das Bein bricht. Beide versuchen, das Gewehr zu erreichen, aber Moises nimmt es an sich und bedroht Sam mit dem Gewehr, weil er so viele Menschen ermordet hat und versucht hat, Moises und Adela zu töten, während Sam um sein Leben, um Vergebung und um Wasser bettelt. Stattdessen geht Moises mit dem Gewehr weg und sagt Sam, dass die Wüste ihn töten wird, und überlässt Sam seinem Schicksal, obwohl dieser Moises anfleht, zurückzukommen.
Moises kehrt zurück, um Adela zu holen. Er findet sie lebend, aber bewusstlos, und trägt sie, bis sie einen Salzsee überqueren. Ob sie die nahegelegene Autobahn erreichen werden, bleibt offen.

## Produktion

### Stab und Besetzung
Die Regie übernahm Jonás Cuarón, der Sohn des Regisseurs Alfonso Cuarón. Der Gedanke zu dem Film sei dem Regisseur schon vor vielen Jahren gekommen, und Cuarón meinte: „Ich konnte mir die Erfahrung der mexikanischen Migranten nur als Horrorfilm vorstellen.“ Cuarón begann bereits rund 10 Jahre vor der Veröffentlichung des Films mit den Arbeiten am Drehbuch. Bei seiner Arbeit wurde er nach eigenen Aussagen von Steven Spielbergs Film Duell aus dem Jahr 1971 inspiriert, besonders von dessen minimalistischer Inszenierung und der einfachen Erzählstruktur, wobei dieser Film letztendlich vielmehr zu erzählen habe, als nur von der Verfolgung durch einen Tanklaster.
Der mexikanische Schauspieler Gael García Bernal übernahm die Rolle von Moises, der in der Wüste ums Überleben kämpfen muss. Die Rolle von Sam, dem selbst ernannten Grenzwächter, wurde mit Jeffrey Dean Morgan besetzt. In weiteren Rollen sind Alondra Hidalgo, Diego Cataño, Marco Pérez, Oscar Flores und David Lorenzo zu sehen.

### Dreharbeiten
Die Dreharbeiten fanden ab Februar 2014 in der Baja-California-Wüste, eine Wüstenregion auf der mexikanischen Halbinsel Niederkalifornien, statt.
Das Duell zwischen Moises und Sam, so Sofia Glasl von der Süddeutschen Zeitung, werde im Film durch den Wechsel aus nahen Einstellungen und Totalen verstärkt, die den Stellungskrieg der Kontrahenten in der sonnendurchfluteten Steinwüste aufschlüsselten.

### Filmmusik und Sounddesign
Die Filmmusik komponierte der französische Electro-Musiker Yoann Lemoine aka Woodkid, von dem auch die Texte stammen. Das auf dem Soundtrack enthaltene Lied Land of All wurde im Dezember 2016 als Anwärter bei der Oscarverleihung 2017 in der Kategorie Bester Filmsong in die Kandidatenliste (Longlist) aufgenommen, aus denen die Mitglieder der Akademie die offiziellen Nominierungen bestimmt haben.
Cuarón verbrachte auch viel Zeit gemeinsam mit dem Sounddesigner Sergio Díaz, um die Geräusche zu einem integralen Bestandteil des Films zu machen und so eine spannende Atmosphäre zu erzeugen, in die das Publikum eintauchen kann. Cuarón war es wichtig, dass das Publikum die Filmmusik und das Sounddesign nicht getrennt voneinander wahrnehmen, und so hatten Woodkid und Diaz parallel gearbeitet. Das Sounddesign des Films beschreibt Sofia Glasl von der Süddeutschen Zeitung als aus atemlosen Keuchen und pfeifenden Schüssen bestehend, das sich nahtlos in die Filmmusik einfüge, die sie als pochend und grollend beschreibt und den Film so zu einer auslaugenden Kraftanstrengung mache.
Das Musikprojekt El Diablo Güero, das durch eine Zusammenarbeit der Band of Bitches und Victoria Morales entstanden war, ließ sich von der Filmmusik und durch die im Film gesprochenen Worte „welcome to the land of the free“ inspirieren und veröffentlichte später gemeinsam ein Lied.
Der Soundtrack zum Film hat eine Gesamtlänge von 50:42 min, umfasst 12 Lieder und wurde am 8. April 2016 veröffentlicht.
Titelliste des Soundtracks
1. Land of All
2. The Frontier
3. Shoot Them Down
4. Tracker
5. Jump
6. The Ridge
7. Dusk Talks
8. False Hopes
9. Flare Gun
10. Web Of Thorns
11. Sam And Moises
12. Que Te Mate El Desierto

### Marketing und Veröffentlichung
Der Film wurde im September 2015 im Rahmen des Toronto International Film Festivals vorgestellt, wo er seine Weltpremiere feierte. Am 13. April 2016 kam der Film in die französischen und zwei Tage später in die mexikanischen Kinos. Der Film wurde ab 2. Juli 2016 beim Neuchâtel International Fantastic Film Festival vorgestellt und wurde im August 2016 im Rahmen des Fantasy Filmfests erstmals in Deutschland gezeigt. Im September 2016 erschien ein deutscher Trailer zum Film. Ein Kinostart in den USA erfolgte am 14. Oktober 2016. Am 21. Oktober 2016 wurde der Film von Ascot Elite in Deutschland auf DVD und als Blu-ray veröffentlicht.

## Rezeption

### Kritiken und Einspielergebnis
Justin Chang von Variety beschrieb den Film, der von der FSK in Deutschland keine Jugendfreigabe erhielt, als einen brutalen und gnadenlosen Jagd-Thriller, der keine Entschuldigungen für seine politische Einseitigkeit und sein in die Eingeweide gehendes Ende macht.
Sofia Glasl von der Süddeutschen Zeitung bezeichnete  den Film als einen minimalistischen Survival-Thriller, der sich bewährter Figurentypen und Handlungsmuster bediene. Über Gael García Bernal, der eigentlich für leise Charakterrollen bekannt sei, sagte Glasl, dieser beweise im Film sein Potenzial als Actionheld, wenn er sich einen erbitterten Kampf mit dem Verfolger liefert.
Todd McCarthy von The Hollywood Reporter meinte hingegen, den beiden Hauptdarstellern gelinge es zwar, die jeweilige Perspektive ausreichend wirkungsvoll auszudrücken, allerdings gebe es keinen Subtext und es würden auch keine Nuancen gefordert, die aus ihnen mehr machten, als nur zwei Action-Figuren, die sich in diametral entgegengesetzten Positionen befinden. Sein Kollege Scott Feinberg räumte Desierto hingegen gute Chancen in Kategorie Bester fremdsprachiger Film bei der Oscarverleihung 2017 ein, bei welcher der Film als mexikanischer Beitrag ins Rennen ging.
Die weltweiten Einnahmen des Films aus Kinovorführungen liegen bislang bei 3 Millionen US-Dollar.

### Auszeichnungen
Fenix Film Awards 2016

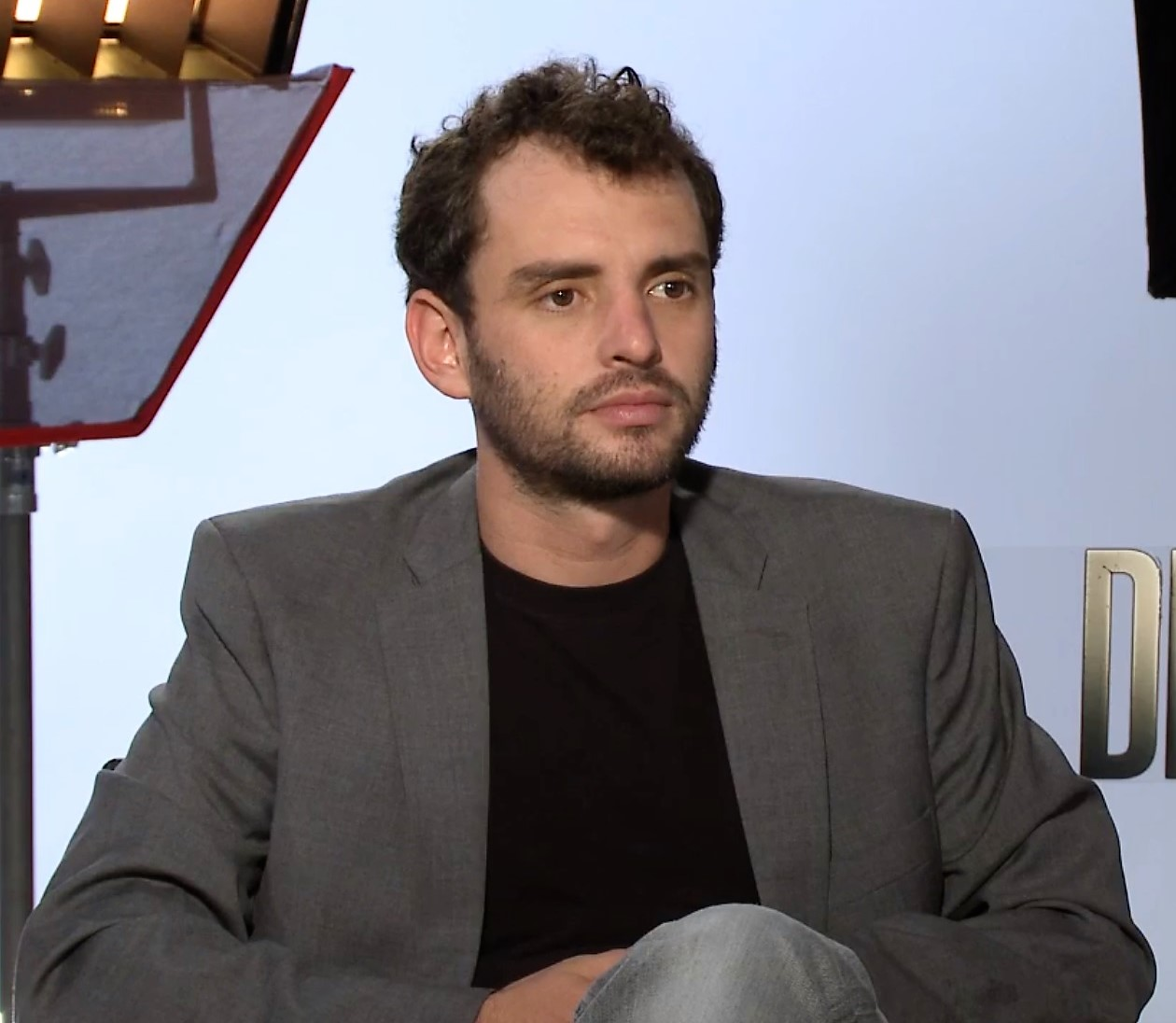
Regisseur Jonás Cuarón

- Nominierung für den Besten Sound (Sergio Díaz, Vincent Arnardi und Raúl Locatelli)[21]

London Film Festival 2015
- Nominierung als Bester Film im offiziellen Wettbewerb (Jonás Cuarón)

Toronto International Film Festival 2015
- Auszeichnung mit dem International Critics' Award der FIPRESCI-Präsentation (Jonás Cuarón)

Taormina Film Festival 2016
- Auszeichnung mit dem Hauptpreis[22][23]

## Themen

### Einreise in die USA über die mexikanische Grenze
Von den 54 Millionen Hispanics, die die größte Minderheit in den Vereinigten Staaten sind, waren im Jahr 2013 alleine 34,5 Millionen mexikanischer Herkunft. Schätzungen über die illegalen Einwanderer schwanken zwischen 7 und 20 Millionen. Jedes Jahr überqueren Hunderttausende illegal die Südgrenze der Vereinigten Staaten.
Bernal, dem Cuarón bereits vor Jahren das Drehbuch gezeigt hatte, befürchtete, das Thema könne an Aktualität verlieren. Angesichts des Vorwahlkampfs von Donald Trump, so Jürgen Neubauer von culturmag.de, sei Desierto mit einem Mal brandaktuell, und nicht nur der Film, sondern auch die ersten Reaktionen auf diesen, geben die aktuelle Stimmung wieder, die heute auf beiden Seiten der Grenze herrsche. Für David Sims von The Atlantic beschreibt der Film einen Alptraum, der Wirklichkeit werden könnte, nachdem Trump im weiteren Verlauf der Präsidentschaftswahl in den USA Hassreden gegen Mexikaner hielt und ankündigte, im Falle seines Wahlsieges, eine Mauer zwischen Mexiko und den USA errichten zu wollen. Cuaróns Entrüstung über die Geschehnisse an der Grenze würden darüber gleichermaßen greifbar und verständlich. Sofia Glasl von der Süddeutschen Zeitung meint Cuarón werde im Film politisch äußerst direkt, und sein Szenario, das sie als eine Mischung aus überspitzten Schockmomenten und politischer Brisanz beschreibt, treffe in Zeiten, in denen Trump gegen die Mexikaner schwadroniert, einen Nerv und verleihe diesem eine Wucht, die über die Dauer des Films hinaus schmerze.

### Grenzschützer an der US-amerikanisch-mexikanischen Grenze
Der selbst ernannte Grenzwächter Sam wird im Film immer wieder als Redneck bezeichnet. Dieser Begriff war früher eine Bezeichnung für arme weiße Landarbeiter, insbesondere solche, die aus den Südstaaten stammen, wird jedoch seit der Jahrtausendwende auch verwendet, um Menschen ganz allgemein als eifernde Reaktionäre zu bezeichnen, die der Moderne ablehnend gegenüberstehen. Gelegentlich geschieht dies im Zusammenhang mit konservativen, weißen Südstaatlern, und eine Reihe dieser bezeichnet sich bewusst und stolz selbst so, um ihre Herkunft zu unterstreichen.
Nachdem bereits unter Bill Clinton die Überwachung an der Grenze verschärft und nach dem 11. September 2001 über 100 Milliarden Dollar in die technische Infrastruktur, wie Wärmesensoren und Überwachungskameras, investiert worden waren, gibt es in den USA mittlerweile 21.000 Grenzschützer, für die sich eine Kultur der Straflosigkeit entwickelt hat. Besonders schnell schießen Gesetzeshüter an der Grenze zu Mexiko. Für den US-Grenzschutz, der eine Bundesbehörde ist, arbeitet neben ausgebildeten Grenzschützern auch eine große Zahl von einfachen Bürgern als Beamte für die Customs and Border Protection (CBP). Deren Mitarbeiter töten und verletzen fast so viele Menschen wie die Polizei, doch werden sie hierfür fast nie belangt. In vielen Fällen von Schusswaffengebrauch durch Beamte der CBP, so zeigten Untersuchungen, schossen die Grenzschützer zu häufig, zu schnell und ohne objektive Angemessenheit. Viele der Grenzschützer der CBP sind Veteranen, mit Einsätzen in Afghanistan und dem Irak, andere wurden in der Vergangenheit vom Militär abgewiesen. Der ehemalige oberste Kontrolleur der CBP, James Tomsheck, beschreibt, dass sich diese selbst als eine paramilitärische Truppe verstehe.